# Mieczysław Słowikowski

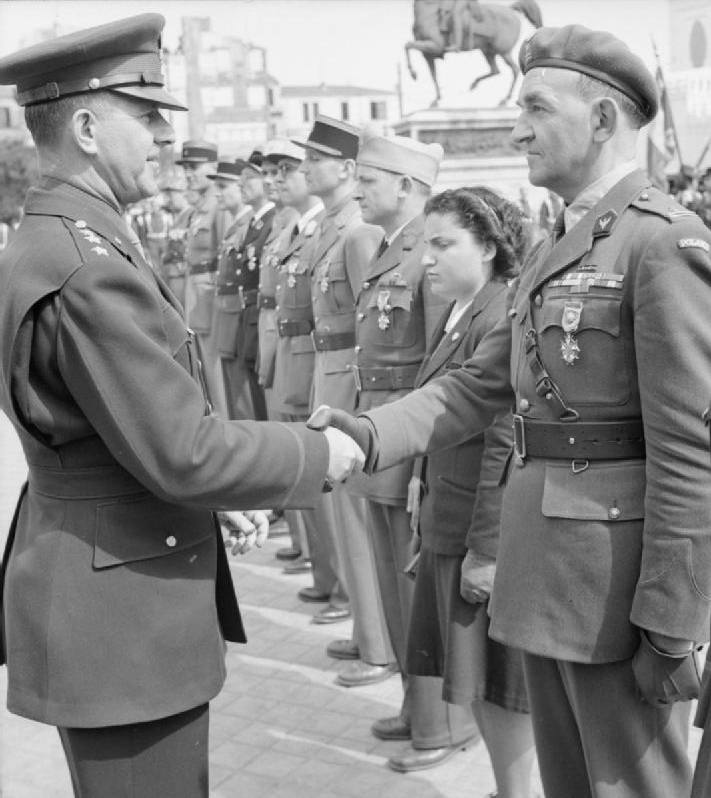
Generał Jacob Devers ściska rękę majora Słowikowskiego po odznaczeniu go orderem Legion of Merit za jego wkład w kampanię w północnej Afryce.

Mieczysław Zygfryd Słowikowski, właśc. Mieczysław Zygfryd Słowik, ps. „Rygor” (ur. 26 lutego 1896 w Jazgarzewie, zm. 20 lipca 1989 w Londynie) – podpułkownik dyplomowany piechoty Polskich Sił Zbrojnych. W 1972 przez władze emigracyjne awansowany na generała brygady.

## Życiorys
Studiował handel w Warszawie. W okresie od lipca 1915 do października 1917 roku działał w Polskiej Organizacji Wojskowej. Od 1 października 1917 roku do 18 lipca 1918 roku był uczniem Klasy „C” w Szkole Podchorążych w Ostrowi Mazowieckiej. Po ukończeniu szkoły został dowódcą kompanii i organizatorem batalionu w Dąbrowie Górniczej.
W grudniu 1918 roku został przyjęty do Wojska Polskiego i mianowany dowódcą plutonu w I Warszawskim batalionie garnizonowym, później przemianowanym na VI Warszawski batalion strzelców. 14 marca 1919 został mianowany podporucznikiem piechoty. W maju 1919 roku rozpoczął służbę w 36 pułku piechoty Legii Akademickiej, gdzie dowodził kompanią, a następnie batalionem. Walczył w wojnie polsko-bolszewickiej.
3 maja 1922 roku został zweryfikowany w stopniu porucznika ze starszeństwem z dniem 1 czerwca 1919 roku i 2335. lokatą w korpusie oficerów piechoty. Od września 1923 do października 1925 roku słuchacz Wyższej Szkoły Wojennej, a po jej ukończeniu do kwietnia 1926 roku pracownik Oddziału IV Sztabu Generalnego Wojska Polskiego. Następnie pełnił służbę w Referacie Mobilizacyjnym Dowództwa Okręgu Korpusu Nr I w Warszawie. 19 marca 1928 roku awansował na kapitana ze starszeństwem z dniem 1 stycznia 1928 roku i 211. lokatą w korpusie oficerów piechoty. 24 lipca 1928 roku został przeniesiony służbowo do Biura Ogólno Administracyjnego Ministerstwa Spraw Wojskowych w Warszawie. Z dniem 1 kwietnia 1930 roku został przeniesiony na stanowisko oficera do zleceń Generalnego Inspektora Sił Zbrojnych. W grudniu 1932 roku został przeniesiony do 20 pułku piechoty w Krakowie. W czerwcu 1934 roku został przeniesiony do Korpusu Ochrony Pogranicza i wyznaczony na stanowisko szefa sztabu Brygady KOP „Wilno”. Na stopień majora został mianowany ze starszeństwem z 1 stycznia 1936 i 90. lokatą w korpusie oficerów piechoty. W kwietniu 1937 roku objął kierownictwo sztabu Brygady KOP „Grodno”.
W 1937 roku rozpoczął służbę w Oddziale II Sztabu Generalnego, zajmującym się wywiadem i kontrwywiadem. W grudniu 1937 został wysłany do konsulatu generalnego RP w Kijowie, jako dyplomata i kierownik placówki Oddziału II. Tu zastała go agresja III Rzeszy na Polskę. Po agresji ZSRR na Polskę wydalony razem z polskim personelem dyplomatycznym poza granice ZSRR po interwencji dziekana korpusu dyplomatycznego w Moskwie ambasadora Niemiec Friedricha von Schulenburga u władz sowieckich, które 17 września odmówiły statusu dyplomatycznego dyplomatom polskim i próbowały zatrzymać ich wraz z rodzinami na terytorium ZSRR. Od października do grudnia 1939 roku przebywał w Stacji Zbornej Oficerów w Paryżu, gdzie wstąpił do Armii Polskiej we Francji. Do lutego 1940 roku był zastępcą dowódcy 6 pułku strzelców pieszych we Francji. Następnie służył ponownie w Oddziale II Sztabu Naczelnego Wodza.
Po upadku Francji zajął się przerzutem polskich żołnierzy do Wielkiej Brytanii. Na początek wykorzystano możliwość legalnego wyjazdu z Francji do Hiszpanii na podstawie sfałszowanych dokumentów. Równoległe rozwiązanie zakładało przejście przez zieloną granicę francusko-hiszpańską i dalej całą Hiszpanię. Po wyczerpaniu tych możliwości uruchomiono ewakuację drogą morską (od października 1940) z portu w Marsylii do portów afrykańskich. Przewiezienie żołnierza statkiem handlowym kosztowało 100 - 300 franków.
Po sukcesach Afrika Korps w walkach w Libii i Egipcie, Słowikowski otrzymał polecenie udania się do Algierii, będącej kolonią Francji Vichy, w celu zorganizowania siatki wywiadowczej. W celu organizacji działalności agenturalnej założył fabrykę produkującą płatki owsiane, która okazała się dużym sukcesem komercyjnym i objęła zasięgiem działania całą północną Afrykę, a środki pozyskane z przedsięwzięcia pozwoliły finansować działalność wywiadowczą. Do siatki Słowikowskiego zwerbowanych zostało kilka tysięcy ludzi, których informacje pozwoliły na kontrolę większości dziedzin życia kolonii. Ważną rolę w działalności Słowikowskiego odgrywała także jego żona Maria, która m.in. odbierała meldunki ze skrzynek kontaktowych, ukrywała kompromitujące materiały w wypadku kontroli i przekupywała urzędników.
Słowikowski kierował organizacją do września 1944 roku, dzięki jego działaniom Aliantom udało się bez większych strat przeprowadzić lądowanie w północno-zachodniej Afryce i zająć pozycje wyjściowe do ataku na operujące w Libii jednostki Afrika Korps.

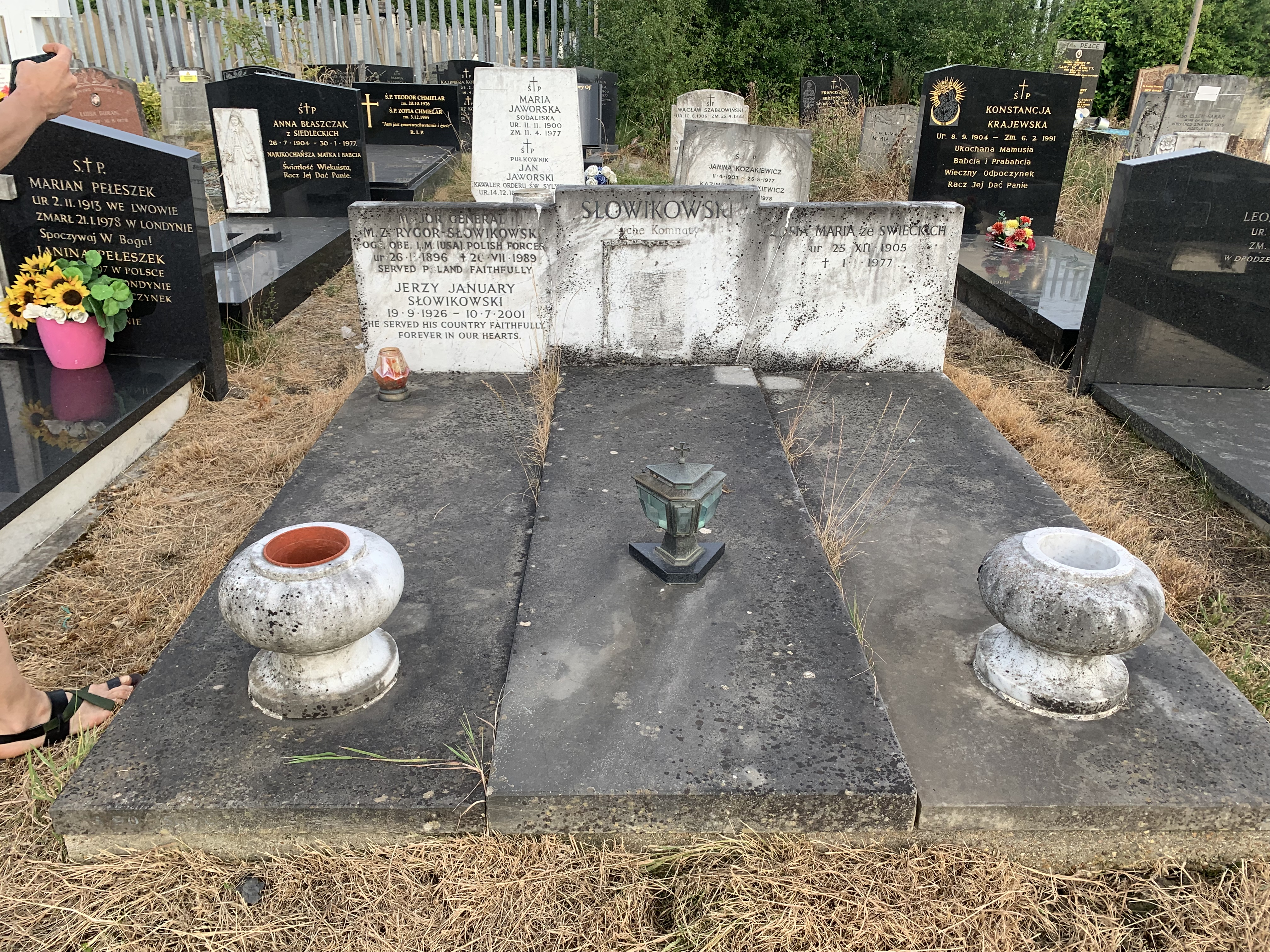
Grób Mieczysława Słowikowskiego

Następnie do października 1946 roku służył w Centrum Wyszkolenia Piechoty w Szkocji, zdemobilizowany w 1947 roku. Prezydent RP na Uchodźstwie August Zaleski awansował go na pułkownika ze starszeństwem z 15 sierpnia 1964 roku w korpusie oficerów piechoty. Od 3 czerwca 1971 roku do 14 lipca 1972 roku minister informacji i dokumentacji w emigracyjnym rządzie Zygmunta Muchniewskiego. W 1972 roku awansował na generała brygady. W PRL uznany za zdrajcę i przez rządzącą partię komunistyczną z przyczyn politycznych pozbawiony został obywatelstwa polskiego. Osiadł w Londynie, gdzie pracował jako szlifierz. Tam też zmarł. Pochowany na South London Cemetery (Streatham Park Cemetery, sq. 7c, gr. 65 916).

## Życie prywatne
17 listopada 1923 w Warszawie ożenił się z Zofią Marią Świacką.

## Ordery i odznaczenia
- Krzyż Komandorski z Gwiazdą Orderu Odrodzenia Polski (pośmiertnie, 11 listopada 2009)[19]
- Krzyż Niepodległości (16 marca 1933)[20]
- Krzyż Walecznych (pięciokrotnie, po raz drugi w 1921[21])
- Złoty Krzyż Zasługi z Mieczami
- Srebrny Krzyż Zasługi (3 sierpnia 1928)[22]
- Medal Pamiątkowy za Wojnę 1918–1921[23]
- Medal Dziesięciolecia Odzyskanej Niepodległości[23]
- Odznaka Pamiątkowa Generalnego Inspektora Sił Zbrojnych (12 maja 1936)
- Odznaka za Rany i Kontuzje (dwukrotnie)[24]
- Legia Zasługi (USA)
- Order Imperium Brytyjskiego (Wielka Brytania)